# 多和神社
多和神社（たわじんじゃ）は、平安時代に書かれた延喜式神名帳に記載されている。
延喜式内社で、讃岐二十四社の一。讃岐国三宮と伝える。旧社格は郷社。
香川県さぬき市志度と、香川県さぬき市前山にある神社。どちらが式内社か幕末より論争が行われ決着はついていない。
江戸時代の終わりまでは寒川郡前山村（現さぬき市前山）にある大田尾明神を多和神社（祭神：大己貴命、手置帆負命）とし祭っていたが明治の頃より、志度八幡宮が多和神社とされている。

## 志度-多和神社-祭神
主神
・速秋津姫命
合祀神
・倭武命
・大雀命
・帶仲彦命
・天照大日命
・息長帶姫命
・大鞆和氣命

## 前山-多和神社-祭神
主神
・大己貴命
合祀神
・手置帆負命

## 神社の詳細
志度-多和神社の創建時期は不明である。889年（寛平元年）、八幡神を祀り「八幡宮」と改称していたという。志度寺に隣接しており、1479年（文明11年）に志度寺とともに焼失する。1671年（寛文11年）、高松藩藩主松平頼重の手で志度寺が復興されると、神社も復興される。この時、現在地に移転する（1623年（元和9年）現在地に遷座の説もあり）。松岡調が研究のために各地から集めた典籍や事物が社内の「多和文庫（香木舎）」（重要文化財）として保管されている。

前山-多和神社の創建時期は不明である。社記に「大和國、大三輪大神ヲ淳仁天皇ノ御字、天長元年(842年)六月、讃岐國寒川郡多和郷ニ真言宗祖空海並ニ藤原左太夫政富奉勧請則多和大明神奉号」とある。大三輪大神＝大国主命であり、祭神「大己貴命」と合致する。生駒記は「（前山の）当社をもって延喜式內讃岐國寒川郡多和神社なり」としている。全讃史では『多和神社は前山村大多和に在り　極樂寺記云＝延喜八年（908年）月夏四月多和社箕野彥社立是蓋謂列千官社也今只礎石存而內有小祠』と記されている。
※参考文献-『讃岐國名勝図絵(梶原景紹 著，松岡信正(後の松岡調) 画)』，『全讃史』，『玉藻集』，『御領文中宮由来』

## 歴史
幕末期、志度八幡宮の宮司松岡調(讃岐國名勝図絵の絵師、後に金刀比羅宮の神主を務める)は国学者としても知られ、高松藩に尽力した一方で、
突如「志度八幡宮こそが延喜式内社の多和神社(讃岐三宮)である」とした。
松岡調著書の『讃岐国官社考証』(明治12年)には、「前山の多和神社は祭神＝古余曽多本毗賣（コヨソタホビメ）、手置帆負命(タオキホオイノミコト)、あるいは、大田田根子命(オオタタネコノミコト)から名前をとって大田尾と呼ばれており、多和神社ではない ※1。神前郷に神前神社があるように、多和神社は多和郷にあるべきである。我が松岡家に外宮の神主岡田大夫家から代々預かっている「御袚賦帳」※2 (おんはらいふちょう)というものに、我が志度浦の件（くだり）に「たわの神主どの」とあるが、すなわち、我が奉仕している神社が多和神社であることの証ともいうべきなり。虫食いがみられるが、その写しを次に載せる。」「御袚賦帳が示すように、玉の浦(志度湾)は多和の浦であり、志度の地が多和郷である。」とし、明治時代から広く志度八幡宮が延喜式内社の多和神社と知られるようになった。
※1 香川県神社誌を確認すると前山-多和神社に古余曽多本毗賣や、大田田根子命は祭られていない。
前山村大多和の地名には異説あり、「たわ＝たわむ」であり、山がたわんだ所すなわち、峠を指すとした説や、「田尾＝田の尾っぽ」つまり、平野部から連なる田んぼの最後（山の際）を指すとした説もある。
※2  岡田大夫-写書：「さぬき道者一円日記」安政3年(1856)，伊勢神宮の使者である伊勢御師が永禄8年(1565)に、さぬきの檀那をまわり、初穂料を受け取った時の記録。そこには御師の旅程順路、地域、檀那名、渡した伊勢土産の内容と数などが記載されている。(香南町-冠櫻神社所蔵)

一方、郷土史研究が進む中で、多和郷は志度や前山ではなく、津田町鶴羽であるという説が浮上する。『新修香川県史』（昭和28年刊）によると、京都の安楽寿寺院所蔵-「大政官符」(康治二年(1143)八月十九日)に同院領富田庄の四至（境界）が述べられており、「東は大内郡の境を限り、西は石田郷内東より艮(うしとら-東北)角の船木河（現：栴檀川）並びに石崎南大路（南海道）南泉の畔を限り、南は阿波国境を限り、北は多和崎神崎両界山峰を限る」とあるので、富田庄の北に神崎、多和の両郷があったことが明瞭であるという。これは松岡調が『讃岐国官社考証』の中で示した岡田大夫家伝来の「御祓符帳」＝「さぬき道者一円日記」の写しの古地図や、御師の旅程順路（地域）にも合致するところがある。ゆえに、松岡調が根拠とした「多和郷に多和神社がある」とするなばら、志度の多和神社もまた、誤りとなる。

松岡調が主張する『多和郷にある神社が多和神社』とするならば、鶴羽地域の山間に天満宮があり、その境内に祭られている「大森神社」を多和神社とする説もあるが、資料に乏しく、讃岐三宮である「多和神社」は消息不明のままとなる。
歴史の中で志度の多和神社も、前山の多和神社も延喜式内社の多和神社であるとされ、信仰されてきた事実に間違いはない。「多和神社は多和郷にあるべき」という前提が崩れるか、あるいは確実な資料が発見されれば歴史は書き直されるかもしれない。